# قصر بيليم
قصر بيليم (بالبرتغالية: Palácio de Belém‏) هو المقر الرئاسي الحالي لرئيس البرتغال أعلى منصب في البرتغال. يقع القصر في منطقة بيليم في العاصمة لشبونة الواجهة الرئيسية للقصر هي واجهة ساحة أفونسو المطلة على نهر تاجة. أقام في القصر سابقاً العائلة الملكية البرتغالية، لذلك فالقصر يضم العديد من المباني والأجنحة والساحات والحدائق، والتي بنيت في أزمنة مختلفة منذ القرن الثامن عشر وحتى القرن الحادي والعشرون.

## أعلام
- لويس فيليبي أمير الملكي للبرتغال
- انفانتا أنتونيا من البرتغال